# Kermit (protokół)
Kermit – zorientowany pakietowo protokół stworzony na Columbia University. Służył do transferu plików tekstowych i binarnych przez 7- lub 8-bitowe połączenia szeregowe w trybie dupleksu lub półdupleksu, niezależnie od systemu i medium. Został zaimplementowany w setkach modeli komputerów i na wielu platformach operacyjnych.
W trybie dupleksu protokół z przesuwnym oknem i selektywną retransmisją zapewnia dobrą wydajność i usuwanie błędów. W 7-bitowych połączeniach blokowanie przesunięcia zapewnia efektywną transmisję 8-bitowych danych.
Poprawna implementacja protokołu, jak np. w Columbia University	Kermit Software collection, zapewnia wydajność równą lub lepszą niż w innych protokołach, jak ZMODEM, YMODEM i XMODEM, szczególnie w przypadku słabych połączeń.
Kermit jest protokołem otwartym - każdy może go implementować w swoim programie - ale fragmenty oprogramowania i kod źródłowy są objęte prawami autorskimi Columbia University.